# Ешланд (Њу Хемпшир)
Ешланд (енгл. Ashland) насељено је место без административног статуса у америчкој савезној држави Њу Хемпшир.

## Демографија
По попису из 2010. године број становника је 1.244.
| Група             | 2000.    | 2010.         |
| Белци             | 0 (0,0%) | 1.195 (96,1%) |
| Афроамериканци    | 0 (0,0%) | 2 (0,2%)      |
| Азијати           | 0 (0,0%) | 11 (0,9%)     |
| Хиспаноамериканци | 0 (0,0%) | 16 (1,3%)     |
| Укупно            | 0        | 1.244         |